# Brachymeles cebuensis
Brachymeles cebuensis är en ödleart som beskrevs av Brown och Rabor 1967. Brachymeles cebuensis ingår i släktet Brachymeles och familjen skinkar. IUCN kategoriserar arten globalt som akut hotad. Inga underarter finns listade.
Arten förekommer endemisk på ön Cebu i centrala Filippinerna. Den lever i olika slags fuktiga skogar och vistas på marken.